# Kel Carruthers
Kel Carruthers, all'anagrafe Kelvin Carruthers (Sydney, 3 gennaio 1938), è un pilota motociclistico australiano ritiratosi dall'attività agonistica, vincitore di un titolo nel motomondiale.

## Carriera
Figlio del proprietario di una concessionaria di moto, Carruthers, dopo essere stato pluricampione australiano, emigrò in Europa nel 1966 per correre nel Motomondiale, dapprima da privato, e poi come pilota ufficiale Aermacchi. I piazzamenti ottenuti con le monocilindriche varesine lo portarono all'attenzione della Benelli che cercava un rimpiazzo per Renzo Pasolini, infortunatosi in prova. Con la 250 quattro cilindri pesarese l'australiano sarà Campione del Mondo nel 1969.
Curiosamente in quell'anno non fu il pilota che conquistò il maggior numero di punti, ne meritò 103 contro i 108 di Kent Andersson, ma, per la regola degli scarti dei peggiori punteggi in vigore quell'anno visto che erano ritenuti validi solo i 7 migliori risultati, gliene rimasero assegnati 89 contro gli 84 dell'avversario. Fu la sua vittoria anche l'ultima ottenuta in quella classe da una moto dotata di motore 4 cilindri a quattro tempi.
Dopo la stagione '70, iniziata con la Benelli e finita con la Yamaha, nella quale terminò al secondo posto sia la 250 che la 350, Carruthers lasciò il Motomondiale per correre in America, terminando la sua carriera nel 1973. Divenuto team manager per la Yamaha USA, prese sotto la sua ala protettiva Kenny Roberts, lanciandolo nel Mondiale.
Nei cinque anni di partecipazione ha gareggiato in tutte le classe, spaziando dalle Classe 125 alle 500; tutti i suoi 7 successi nei singoli gran premi gli vennero però dalla Classe 250.
Oltre che nel mondo delle corse su circuito, Carruthers fu anche manager di una squadra di moto d'acqua e di una di motocross. Per i suoi meriti sportivi è stato inserito nel 1985 nell'Sport Australia Hall of Fame e, nel 1999 nella Motorcycle Hall of Fame.

## Risultati nel motomondiale

### Classe 125
| 1966 | Classe | Moto  |  |   |    |   |    |   |   |   |   |    |   |   |  | Punti | Pos. |
| ---- | ------ | ----- |  | - | -- | - | -- | - | - | - | - | -- | - | - |  | ----- | ---- |
| 1966 | 125    | Honda |  | - | NE | - | NE | - | - | - | - | 12 | 7 | - |  | 0     |      |

| 1967 | Classe | Moto  |  |  |  |   |  |    |  |  |  |   |   |  |  | Punti | Pos. |
| ---- | ------ | ----- |  |  |  | - |  | -- |  |  |  | - | - |  |  | ----- | ---- |
| 1967 | 125    | Honda |  |  |  | 5 |  | NE |  |  |  | 5 | 4 |  |  | 7     | 8º   |

| 1968 | Classe | Moto  |   |  |   |  |    |  |  |    |   |    |  |  |  | Punti | Pos. |
| ---- | ------ | ----- | - |  | - |  | -- |  |  | -- | - | -- |  |  |  | ----- | ---- |
| 1968 | 125    | Honda | 6 |  | 3 |  | NE |  |  | 10 | 6 | 12 |  |  |  | 6     | 10º  |

| 1969 | Classe | Moto      |   |    |  |   |  |  |  |   |  |    |  |  |  | Punti | Pos. |
| ---- | ------ | --------- | - | -- |  | - |  |  |  | - |  | -- |  |  |  | ----- | ---- |
| 1969 | 125    | Aermacchi | 6 | 10 |  | 2 |  |  |  | 9 |  | NE |  |  |  | 20    | 10º  |

| Legenda | 1º posto        | 2º posto            | 3º posto            | A punti      | Senza punti        | Grassetto – Pole position Corsivo – Giro più veloce |
| Legenda | Gara non valida | Non qual./Non part. | Ritirato/Non class. | Squalificato | '-' Dato non disp. | Grassetto – Pole position Corsivo – Giro più veloce |

### Classe 250
| 1969 | Classe | Moto    |  |  |  |   |   |   |   |   |   |   |   |   |  | Punti | Pos. |
| ---- | ------ | ------- |  |  |  | - | - | - | - | - | - | - | - | - |  | ----- | ---- |
| 1969 | 250    | Benelli |  |  |  | 1 | 2 | 3 | 5 | 3 | 4 | 1 | 2 | 1 |  | 89    | 1º   |

| 1970 | Classe | Moto   |   |     |     |   |     |   |     |   |     |   |   |  |  | Punti | Pos. |
| ---- | ------ | ------ | - | --- | --- | - | --- | - | --- | - | --- | - | - |  |  | ----- | ---- |
| 1970 | 250    | Yamaha | 1 | Rit | Rit | 1 | Rit | 2 | Rit | 1 | Rit | 1 | 2 |  |  | 84    | 2º   |

| Legenda | 1º posto        | 2º posto            | 3º posto            | A punti      | Senza punti        | Grassetto – Pole position Corsivo – Giro più veloce |
| Legenda | Gara non valida | Non qual./Non part. | Ritirato/Non class. | Squalificato | '-' Dato non disp. | Grassetto – Pole position Corsivo – Giro più veloce |

### Classe 350
| 1966 | Classe | Moto   |    |   |   |    |    |   |   |   |   |     |   |   |  | Punti | Pos. |
| ---- | ------ | ------ | -- | - | - | -- | -- | - | - | - | - | --- | - | - |  | ----- | ---- |
| 1966 | 350    | Norton | NE | - | - | 10 | NE | - | - | 4 | - | Rit | 7 | - |  | 3     | 18º  |

| 1967 | Classe | Moto      |    |   |    |    |   |    |   |   |    |   |   |    |   | Punti | Pos. |
| ---- | ------ | --------- | -- | - | -- | -- | - | -- | - | - | -- | - | - | -- | - | ----- | ---- |
| 1967 | 350    | Aermacchi | NE | 5 | NE | 10 | 6 | NE | 4 | - | NE | 4 | 7 | NE | - | 9     | 7º   |

| 1968 | Classe | Moto      |   |    |  |  |    |   |   |    |   |  |  |  |  | Punti | Pos. |
| ---- | ------ | --------- | - | -- |  |  | -- | - | - | -- | - |  |  |  |  | ----- | ---- |
| 1968 | 350    | Aermacchi | 3 | NE |  |  | NE | 3 | 4 | NE | 2 |  |  |  |  | 17    | 3º   |

| 1969 | Classe | Moto      |   |   |    |  |   |    |   |   |  |  |  |  |  | Punti | Pos. |
| ---- | ------ | --------- | - | - | -- |  | - | -- | - | - |  |  |  |  |  | ----- | ---- |
| 1969 | 350    | Aermacchi | 2 | 6 | NE |  | 7 | NE | 7 | 7 |  |  |  |  |  | 29    | 7º   |

| 1970 | Classe | Moto             |   |    |   |  |   |    |   |   |   |  |  |  |  | Punti | Pos. |
| ---- | ------ | ---------------- | - | -- | - |  | - | -- | - | - | - |  |  |  |  | ----- | ---- |
| 1970 | 350    | Benelli e Yamaha | 2 | NE | 2 |  | 4 | NE | 3 | 4 | 4 |  |  |  |  | 58    | 2º   |

| Legenda | 1º posto        | 2º posto            | 3º posto            | A punti      | Senza punti        | Grassetto – Pole position Corsivo – Giro più veloce |
| Legenda | Gara non valida | Non qual./Non part. | Ritirato/Non class. | Squalificato | '-' Dato non disp. | Grassetto – Pole position Corsivo – Giro più veloce |

### Classe 500
| 1966 | Classe | Moto   |    |     |    |    |     |     |  |     |    |    |     |    |  | Punti | Pos. |
| ---- | ------ | ------ | -- | --- | -- | -- | --- | --- |  | --- | -- | -- | --- | -- |  | ----- | ---- |
| 1966 | 500    | Norton | NE | Rit | NE | 10 | Rit | Rit |  | Rit | 13 | 11 | Rit | NE |  | 0     |      |

| 1967 | Classe | Moto                        |    |     |    |     |   |     |     |   |     |    |     |  |    | Punti | Pos. |
| ---- | ------ | --------------------------- | -- | --- | -- | --- | - | --- | --- | - | --- | -- | --- |  | -- | ----- | ---- |
| 1967 | 500    | Metisse, Norton e Matchless | NE | Rit | NE | Rit | 8 | Rit | Rit | 9 | Rit | 14 | Rit |  | NE | 0     |      |

| 1968 | Classe | Moto   |     |  |   |   |   |     |     |   |   |   |  |  |  | Punti | Pos. |
| ---- | ------ | ------ | --- |  | - | - | - | --- | --- | - | - | - |  |  |  | ----- | ---- |
| 1968 | 500    | Norton | Rit |  | 6 | 5 | 5 | Rit | Rit | 8 | 6 | 6 |  |  |  | 7     | 11º  |

| 1969 | Classe | Moto      |     |   |     |     |  |     |  |  |  |  |  |  |  | Punti | Pos. |
| ---- | ------ | --------- | --- | - | --- | --- |  | --- |  |  |  |  |  |  |  | ----- | ---- |
| 1969 | 500    | Aermacchi | Rit | 8 | Rit | Rit |  | Rit |  |  |  |  |  |  |  | 3     | 44º  |

| Legenda | 1º posto        | 2º posto            | 3º posto            | A punti      | Senza punti        | Grassetto – Pole position Corsivo – Giro più veloce |
| Legenda | Gara non valida | Non qual./Non part. | Ritirato/Non class. | Squalificato | '-' Dato non disp. | Grassetto – Pole position Corsivo – Giro più veloce |